# Национална банка на Румъния
Националната банка на Румъния (на румънски: Banca Națională a României, BNR) е централната банка на Румъния, създадена е през април 1880 г. Нейното седалище се намира в столицата Букурещ. Банката отговаря за емисията на румънската лея и като такава определя паричната политика, държи валутните резерви и управлява обменния курс.